# Shimmy

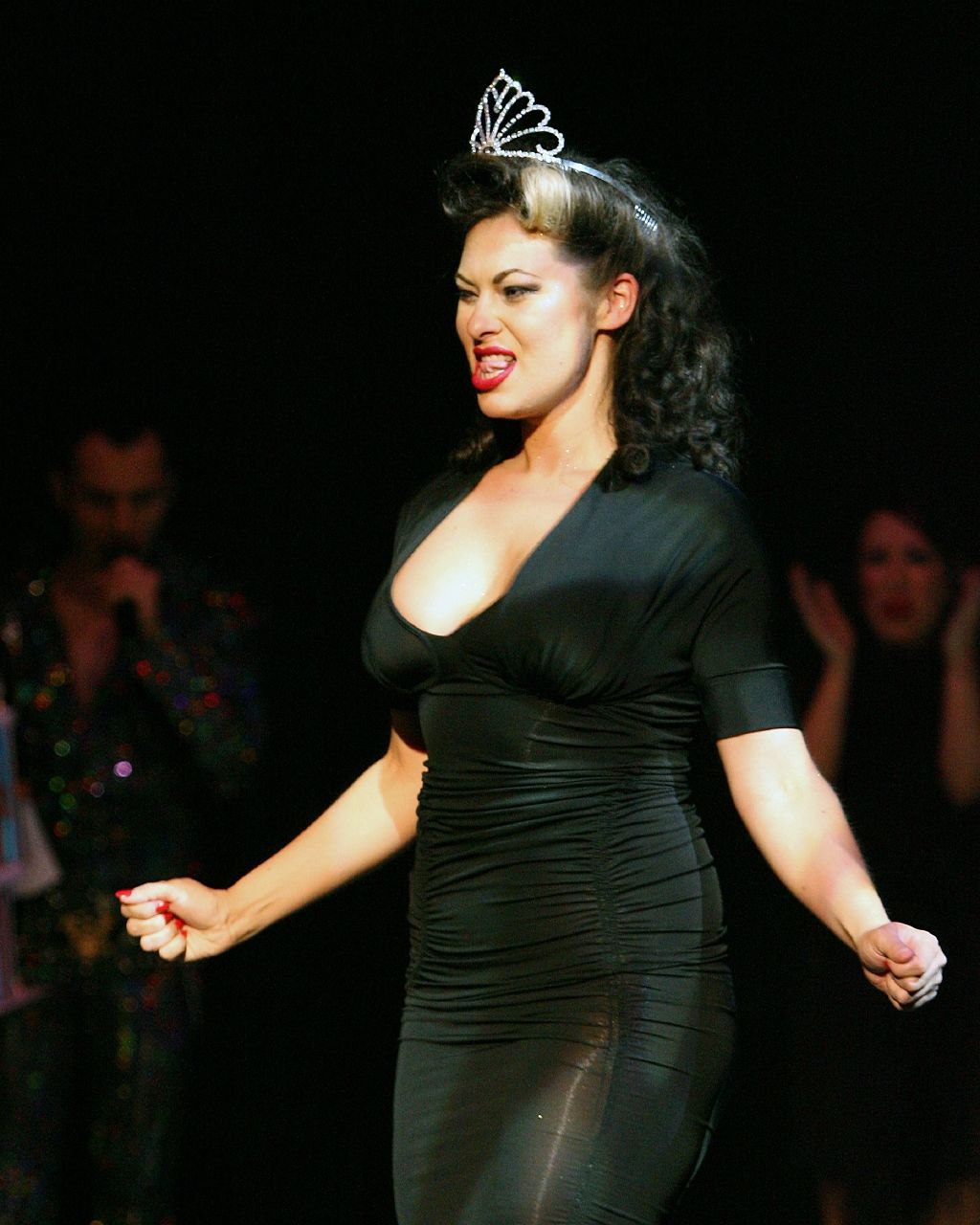
Immodesty Blaize tańcząca shimmy

Shimmy (zw. też: Shimmy-sha-wabble, Hootchy-Kootchy) – taniec związany z jazzem, narodził się w Stanach Zjednoczonych po I wojnie światowej.
Tańczy się go w takcie 2/2 bądź 2/4. Jest szybszy od fokstrota W tańcu korpus tancerza pozostaje w bezruchu, porusza natomiast ramionami na zmianę do przodu i do tyłu (kiedy prawe ramię wysuwa się do przodu, lewe przesuwa się do tyłu). Pomocne może być trzymanie rąk lekko zgiętych w łokciach; kiedy ramiona się poruszają – dłonie utrzymywane są w tej samej pozycji. Intensywność ruchów ramion daje efekt erotyczny z powodu poruszających się i falujących piersi.
Pochodzenia nazwy można doszukiwać się u Gildy Gray, polskiej emigrantki w Ameryce. Zgodnie z anegdotą, kiedy zapytano ją o jej styl tańczenia, odpowiedziała z mocnym akcentem: I’m shaking my chemise („Potrząsam swoją koszulą”). Gilda Gray zaprzeczała tej anegdocie, a ponadto odnotowano wcześniejsze użycie tego słowa.
Shimmy jako ruch taneczny znany jest w różnych tańcach ludowych, w tym romskich, pod różnymi nazwami; w języku rosyjskim jako cyganoczka wykonywana przez tancerki. Podczas tańca dekoracje kostiumów sporządzone z naszytych monet, wydają dźwięki (brzęczenie), co mogłoby wyjaśniać „potrząsanie koszulą”. Ruch ten stosowany jest także w wielu współczesnych tańcach.